# Einer Rubio
Einer Augusto Rubio Reyes (Chiquiza, 22 febbraio 1998) è un ciclista su strada colombiano che corre per il Movistar Team; è professionista dal 2020, possiede caratteristiche di scalatore.

## Carriera
Scalatore puro, abile negli scatti e bravo nella gestione delle corse, è cresciuto nella squadra sannita della Vejus-TMF, che lo ha scoperto nelle corse Juniores colombiane. Nel 2018 ha vinto la quinta tappa del Giro d'Italia Under-23, con arrivo in salita a Dimaro Folgarida, e il Gran Premio Capodarco. Nel 2019 ha conquistato un altro successo al Giro d'Italia Under-23, vincendo l'ultima tappa sul Passo Fedaia e ottenendo il secondo posto nella classifica generale e il primo in quella scalatori.
Per il 2020 viene tesserato con un biennale dalla Movistar, con cui partecipa alla prima Classica Monumento della carriera, correndo il Giro di Lombardia.
Nel maggio 2024, chiude al settimo posto il Giro d'Italia. L'anno successivo, torna alla Corsa Rosa, concludendo ottavo, nella classifica generale.

## Palmarès
- 2018 (Vejus-TMF, quattro vittorie)

5ª tappa Giro d'Italia Under-23 (Darfo Boario Terme > Dimaro Folgarida)
Gran Premio Capodarco
2ª tappa Giro della Regione Friuli Venezia Giulia (Feletto Umberto > Rifugio Guglielmo Pelizzo)
Trofeo San Serafino
- 2019 (Aran Cucine-Vejus, tre vittorie)

Trofeo San Leolino
9ª tappa Giro d'Italia Under-23 (Agordo > Passo Fedaia)
Memorial Daniele Tortoli
- 2023 (Movistar Team, due vittorie)

3ª tappa UAE Tour (Fujaira > Jebel Jais)
13ª tappa Giro d'Italia (Le Châble > Crans-Montana)

### Altri successi
- 2018 (Vejus-TMF)

Classifica scalatori Giro della Regione Friuli Venezia Giulia
- 2019 (Vejus-TMF)

Classifica scalatori Giro d'Italia Under-23
- 2021 (Movistar Team)

Classifica giovani Vuelta a Burgos

## Piazzamenti

### Grandi Giri
- Giro d'Italia

2020: 58º
2021: 39º
2023: 11º
2024: 7º
2025: 8º
- Tour de France

2025: 31º
- Vuelta a España

2023: 16º

### Classiche monumento
- Giro di Lombardia

2020: 60º

### Competizioni mondiali
- Campionati del mondo su strada

Innsbruck 2018 - In linea Under-23: 54º